# William Kemmler

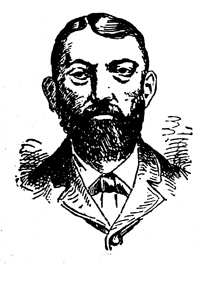
William Kemmler

William Kemmler, född 9 maj 1860, död 6 augusti 1890, var den första personen som avrättades i elektriska stolen.
Kemmler hade den 29 mars 1889 mördat sin sambo med en yxa, och dömdes till döden. Avrättningen, som ägde rum i Auburn-fängelset i New York, misslyckades först med 1 000 volt, och spänningen ökades då till 2 000 volt. Det tog 8 minuter innan Kemmler till sist dog. De som bevittnade avrättningen kunde sedan berätta att det luktade av bränt kött och att rök steg upp från Kemmlers huvud. En närvarande kommenterade i sina memoarer att det hade varit lindrigare för Kemmler att bli avrättad med en yxa, det vill säga samma metod som Kemmler själv hade använt vid mordet.